# Two Arabian Knights
Two Arabian Knights is een Amerikaanse filmkomedie uit 1927 onder regie van Lewis Milestone. De film werd destijds uitgebracht onder de titel Oorlogsboemelaars.

## Verhaal
Tijdens de Eerste Wereldoorlog worden soldaat Phelps en sergeant O'Gaffrey in Afrika gevangengenomen door de Duitsers. Ze kunnen ontsnappen door zich als Arabieren te verkleden. Met een stoomboot vluchten ze naar Jaffa. Zowel de twee soldaten als de scheepskapitein dingen om de gunst van de knappe Mirza, de dochter van de emir van Jaffa.

## Rolverdeling
| Acteur           | Personage                  |
| ---------------- | -------------------------- |
| William Boyd     | W. Daingerfield Phelps III |
| Mary Astor       | Mirza                      |
| Louis Wolheim    | Sergeant Peter O'Gaffney   |
| Ian Keith        | Shevket                    |
| Michael Vavitch  | Emir                       |
| Michael Visaroff | Kapitein                   |
| Boris Karloff    | Boordcommissaris           |
| DeWitt Jennings  | Amerikaanse consul         |
| Nicholas Dunaew  | Bediende van Mirza         |
| Jean Vachon      | Bediende van Mirza         |
| David Cavendish  | Raadsman van de emir       |